# Equo
Verdes Equo (EQUO) è un partito politico spagnolo di orientamento ambientalista ed ecosocialista fondato nel 2011 dall'aggregazione di varie formazioni verdi, operative a livello regionale e locale.

## Storia
Presentatosi per la prima volta alle elezioni generali del 2011 senza conseguire alcun seggio, in occasione delle europee del 2014 ha preso parte alla coalizione Primavera Europea; dal 2016 al 2019 è stato rappresentato al Parlamento europeo da Florent Marcellesi, subentrato a Jordi Vicent Sebastia Talavera (esponente del Blocco Nazionalista Valenciano).
Alle generali del 2015 ha concorso all'interno di Podemos, ottenendo tre deputati; alle successive generali del 2016 ha preso parte alla coalizione Unidos Podemos, confermando la propria consistenza parlamentare (sono stati eletti Juantxo López de Uralde, Rosa Martínez e Jorge Luis). Alle generali dell'aprile 2019 è riuscito ad eleggere un solo deputato, sempre nell'ambito del cartello Unidas Podemos.
In vista delle generali del novembre 2019 il partito ha rotto l'alleanza con Podemos e ha dato luogo a liste congiunte con Más País: è stata così eletta Inés Sabanés.

## Risultati
| Elezione             | Voti                 | %                    | Seggi   |
| -------------------- | -------------------- | -------------------- | ------- |
| Generali 2011        | 216.748              | 0,89                 | 0 / 350 |
| Europee 2014         | In Primavera Europea | In Primavera Europea | 0 / 350 |
| Generali 2015        | In Podemos           | In Podemos           | 3 / 350 |
| Generali 2016        | In Unidos Podemos    | In Unidos Podemos    | 3 / 350 |
| Generali 2019 (Apr.) | In Unidas Podemos    | In Unidas Podemos    | 1 / 350 |
| Europee 2019         | N.D.                 | N.D.                 | 0 / 350 |
| Generali 2019 (Nov.) | Con Más País         | Con Más País         | 1 / 350 |